# Article 32 de la Constitution tunisienne de 1959
L'article 32 de la Constitution tunisienne de 1959 est le 32e des 78 articles de la Constitution tunisienne adoptée le 1er juin 1959.
Quinzième article du deuxième chapitre intitulé « Le pouvoir législatif », il décrit la composition de l'Assemblée nationale tunisienne, les conditions de ses membres, leurs attributions et son fonctionnement. 

## Texte
« En cas de péril imminent menaçant les institutions de la République, la sécurité ou l'indépendance du pays et entravant le fonctionnement normal des pouvoirs publics, le Président de la République peut prendre les mesures exceptionnelles exigées par les circonstances. Ces mesures cessent d'avoir effet dès qu'auront pris fin les circonstances qui les ont engendrées. Le Président de la République adresse un message concernant ces mesures à l'Assemblée nationale. »